# Sultan Al-Shamsi
Sultan Al-Shamsi (Arabic:سلطان الشامسي) (sinh ngày 22 tháng 6 năm 1996) là một cầu thủ bóng đá người Các Tiểu vương quốc Ả Rập Thống nhất. Hiện tại anh thi đấu cho Al Jazira.

## Sự nghiệp quốc tế
Al-Shamsi ra mắt cho Các Tiểu vương quốc Ả Rập Thống nhất ngày 3 tháng 6 năm 2016, nơi anh ghi bàn thắng gỡ hòa trong thất bại 1–3 trước Jordan.

### Bàn thắng quốc tế
Tính đến trận đấu diễn ra ngày 3 tháng 6 năm 2016. Tỉ số của Các Tiểu vương quốc Ả Rập Thống nhất liệt kê đầu tiên, cột tỉ số biểu thị tỉ số sau mỗi bàn thắng của Al-Shamsi.
| # | Ngày               | Địa điểm                                     | Số lần ra sân | Đối thủ | Tỉ số | Kết quả | Giải đấu        |
| - | ------------------ | -------------------------------------------- | ------------- | ------- | ----- | ------- | --------------- |
| 1 | 3 tháng 6 năm 2016 | Sân vận động Rajamangala, Băng Cốc, Thái Lan | 1             | Jordan  | 1–1   | 1–3     | King's Cup 2016 |